# Hanna Rembowska

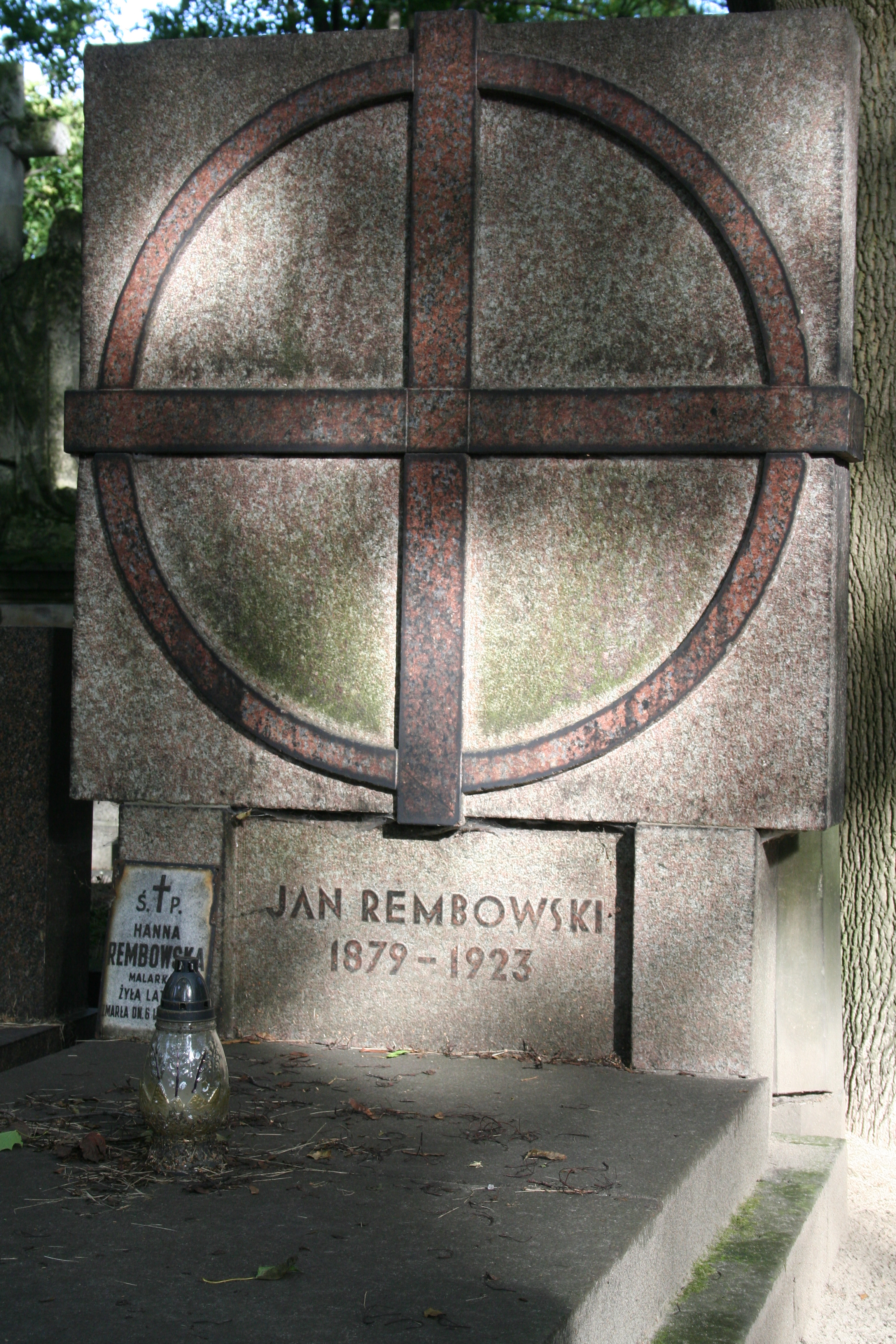
Grób Jana Rembowskiego i jego córki Hanny Rembowskiej na warszawskich Powązkach

Hanna Rembowska (ur. 21 stycznia 1912 w Rudej, późniejsza część Bielan w Warszawie, zm. 6 lipca 1947 w Warszawie) – polska ilustratorka, przedszkolanka.
Pochodziła z rodziny artystycznej, była córką malarza Jana Rembowskiego i nauczycielki (z pochodzenia Francuzki) Marie Julaine; jej matką chrzestną była malarka i rysowniczka Alina Bondy-Glassowa. Pierwsze lata dzieciństwa Hanna Rembowska spędziła z rodzicami w Zakopanem; osierocona w 1923, przeszła pod opiekę ciotki Marii Rembowskiej i mieszkała na Żoliborzu. Ukończyła Gimnazjum Żeńskie Kowalczykówny i Jawurkówny w Warszawie ("Szkoła na Wiejskiej"), następnie Państwowe Seminarium Ochroniarskie (szkołę przedszkolanek); praktykę zawodową odbywała w przedszkolu prywatnym.  Od 1932 pracowała w przedszkolu Robotniczego Towarzystwa Przyjaciół Dzieci w Warszawie i jednocześnie kontynuowała naukę w Miejskiej Szkole Sztuk Zdobniczych i Malarstwa.
W latach II wojny światowej włączyła się do akcji pomocy Żydom. Opiekowała się dwojgiem opuszczonych dzieci. Po powstaniu przebywała w obozie w Pruszkowie, następnie w Krakowie, gdzie pracowała w szwalni. Zajmowała się tam m.in. wyrobem precyzyjnych i oryginalnych miniaturowych maskotek i zabawek. Powróciła następnie do Warszawy i pracy w przedszkolu, ale niebawem zmuszona była do podjęcia leczenia sanatoryjnego gruźlicy, które jednak nie okazało się skuteczne. Zmarła w wieku 35 lat 6 lipca 1947 w Warszawie. Na kilka tygodni przed śmiercią została odznaczona przez Radę Ministrów Medalem Zwycięstwa i Wolności 1945.
Zachowały się z jej prac m.in. obrazy olejne (Martwa natura), akwarele (Astry w wazonie, Dzwonki, Kwiaty), rysunki (Kwiaty w wazonie), szkice studenckie. Po II wojnie światowej Rembowska ilustrowała dwie książki dla dzieci Lucyny Krzemienieckiej – Bajeczka z podwóreczka (wydanie drugie, Warszawa 1946), Cztery bajdy ciotki Adelajdy (Warszawa 1947). Ponadto zaprojektowała loteryjkę z przygodami misia oraz pomoce dydaktyczne na potrzeby przedszkoli.
Pochowana we wspólnej mogile wraz z ojcem na warszawskich Powązkach (kw. 214–IV–30).